# Les Bobodioufs
 (juin 2016).
Si vous disposez d'ouvrages ou d'articles de référence ou si vous connaissez des sites web de qualité traitant du thème abordé ici, merci de compléter l'article en donnant les références utiles à sa vérifiabilité et en les liant à la section « Notes et références ».
Les Bobodiouf est une série télévisée humoristique écrite et réalisée par Patrick Martinet. Avec plus de  5 Saison Les Bobodiouf a été produite par la société Frame au Burkina Faso de 2000 à 2015. C'est la série télévisée la plus regardée en Afrique francophone. Les Bobodiouf est une série de comédie avec pour acteurs principaux Souké et Siriki . Elle a été télévisée à Bobo Dioulasso. Les acteurs secondo sont entre autres Fati, Tantie Abi, Tonton Drissa, Souleymane.BF, Maï, Oumou, Amadou, Salif, Tantie Awa la femme de Tonton Brama. Tonton Brama n'est plus.

## Histoire
Créée et produite par Patrick Martinet, la série est diffusée par l'Agence française de coopération médias (CFI), TV5, la RTBF et plusieurs chaînes africaines.
Avant, c’était des petites histoires, des faits divers de tous les jours et un épisode correspondait à un des faits quotidien, à une de ces petites histoires. Après par contre, c’est devenu un feuilleton avec deux fois vingt épisodes dans l’année.
Cette série raconte la vie de tous les jours dans une ville burkinabé : Bobo Dioulasso, ses misères, ses joies, le tout sur un ton humoristique. Le générique musical, qui a été créé par le musicien Suisse Gilbert Grosjean, a contribué au succès de la série.

## Origine
Siriki est le petit frère de l'ami de Souké, un artiste musicien burkinabé. Leur première rencontre de travail était dans le royaume d’Abou. Et chaque fois que Siriki venait sur le plateau, il somnolait et Souké l’ennuyait, à travers des taquins. Il réagissait et ils se disaient des choses qui faisaient tellement rire leur entourage. Le réalisateur s’est inspiré de ces taquins.
En 2004, Patrick Martinet avait expliqué les problèmes qui existaient déjà en raison de la fermeture de CFI-TV, le principal client. Cela a fait qu’il y avait environ 50 % en moins sur les droits de diffusion. Il fallait donc faire un effort pour trouver un système qui permettrait de redémarrer.

## Distribution
- Jean Gustave Conombo : Tonton Drissa, le père de famille.
- Gervais Nombré : Amadou, le fils de Drissa et Abi, le frère de Fati, le cousin de Souké et Siriki et le mari de Maï.
- Maïmouna Dembélé : Maï, la femme de Amadou, la grande soeur de Oumou
- Zénabou Rouamba : Oumou, la femme de Salif, elle aussi la petite sœur de Maï, elle peut être très crédule, comme très méfiante et jalouse ce qui peut lui donner tort et est très influençable par sa sœur, elle a tendance à souvent se disputer avec tout le monde surtout son mari, sa belle mère ou encore sa voisine Téné . Elle se bat souvent surtout avec Fati ou des copines à Salif en compagnie de Maï.
- Adama Tiendrébéogo : Salif, le mari de Oumou, il est infidèle, il trompe souvent sa femme avec Justine ou avec des anciennes connaissances, c’est un bon buveur, il rentre souvent chez lui dans un état d’ivresse. C’est aussi quelqu’un de malin, il a souvent des plans pour se faire de l’argent qui sont souvent tombés à l’eau.
- Martine Kam  : Tanti Awa, la femme de tonton Brama et la mère de Oumou et Maï.
- Pauline Ouattara : Fati est la fille de tonton drissa et tanti Abi, la sœur de Amadou et la cousine de siriki et souké, elle aime déranger les sœurs Oumou et Maï au risque de se faire frapper, elle est très fainéante et déteste travailler[7].
- Frédéric Soré: Siriki, le cousin de Souké et le neveu de Tonton Drissa, il est arrivé en provenance du village de Doloudougou, il a une femme et plusieurs enfants qu’ils n’assument jamais et se permet de fricoter avec des filles de la ville, il est avide de nourriture et d’argent comme son cousin, ce n’est pas forcément le plus intelligent[8]
- Mahamoudou Tiendrébéogo : Souké, le cousin de Siriki.
- André Bougouma : Tonton Brama, Il est agressif et à toujours la phrase pour faire rire, il aime se battre comme ses filles. Il est marié à tanti Awa même si à partir de l'épisode 62 il a une maîtresse. Il est malheureusement mort en 14 août 2015.
- Fati Millogo : Tanti Abi, la femme de tonton drissa et la mère de Fati, elle aime se vanter de sa fille dans tous le quartier, elle croit aux mensonges de Fati, elle est agressive avec son mari et ses neveux.
- Souleymane Koumaré : Souley ou Souleymane BF, c’est le marabout de la famille, celui qui règle les problèmes de tout le monde il est consulté par des clientes qui ont des soucis conjugaux , il n’a pas un grand sens du partage, il est radin et très assoiffé d’argent surtout avec les consultations familiales c’est quelqu’un de très fortuné, il doit même 3 millions aux impôts et il refuse de l’admettre, il est très avare même lorsqu’on lui demande de petites sommes. Il mène une double relation avec deux femmes qu’il a engrossé, qui rentrent souvent en conflit, il boit la bière, fume et mange du porc alors qu’il est musulman.
- Mahamadi Sawadogo : Bala, le mari de Fati.
- [9]Bintou Ouattara : Penda[10]

## Diffusion internationale
- Au Bénin, la série a été diffusée dès 2000 sur ORTB.
- Au Gabon, de 2001 à 2008 sur Télé Africa.
- Au Nigéria, sur Nollywood TV, à partir du 1er septembre 2014.

### Articles Connexes
Cinéma burkinabé